# Dragon Ball Super: Super Hero
Dragon Ball Super: Super Hero(ドラゴンボー スーパーヒーロー, Hepburn: Doragon Bōru Sūpā Sūpā Hīrō) là một bộ phim điện ảnh anime đề tài viễn tưởng và phiêu lưu võ thuật của
Nhật Bản năm 2022.đạo diễn bởi Tetsuro Kodama  và kịch bản được viết bởi Toriyama Akira - tác giả Dragon Ball.  Đây là bộ phim hoạt hình bộ phim thứ 22,của movie Dragon Ball. bộ phim thứ tư được sản xuất với sự tham gia trực tiếp của Toriyama, là bộ phim  mang thương hiệu Dragon Ball Super và là bộ phim đầu tiên được sản xuất chủ yếu bằng công nghệ hoạt hình 3D..
Nội dung phim bắt đầu khi thủ lĩnh Đội Quân Ruy Băng Đỏ là Magenta (Volcano Ōta) – con trai của Commander Red – chiêu mộ tiến sĩ Hedo (Miyu Irino) để âm mưu chống lại nhóm của Goku (Masako Nozawa). Chúng tạo ra hai Android mới là Gamma 1 (Hiroshi Kamiya) và Gamma 2 (Mamoru Miyano) và lên kế hoạch tấn công Piccolo (Toshio Furukawa) lẫn Gohan (Masako Nozawa).
Do không thể liên hệ với Goku (Masako Nozawa) và Vegeta (Ryō Horikawa) vốn đang luyện tập trên hành tinh của Beerus (Kōichi Yamadera), Piccolo và Gohan buộc phải tự mình giải quyết vấn đề. Thế nhưng, đối thủ của họ không chỉ là Gamma 1 và Gamma 2 mà còn là một thế lực khác để chờ thời cơ trỗi dậy.

## Nhân vật - phân vai
1. ↑  "ドラゴンボール超 スーパーヒーロー TOHOシネマズ". Hlo.tohotheater.jp. Lưu trữ bản gốc ngày 26 tháng 2 năm 2022. Truy cập ngày 8 tháng 6 năm 2022.
2. ↑  Komatsu, Mikikazu (ngày 31 tháng 1 năm 2023). "Motion Picture Producers Association of Japan: 14 Anime Films Surpassed One Billion Yen Mark in 2022". Crunchyroll. Lưu trữ bản gốc ngày 1 tháng 2 năm 2023. Truy cập ngày 1 tháng 2 năm 2023.
3. ↑  Raymond, Charles Nicholas (ngày 9 tháng 11 năm 2021). "Dragon Ball Super: Why Super Hero's Animation Style Is So Divisive". ScreenRant (bằng tiếng Anh). Truy cập ngày 11 tháng 11 năm 2023.
4. ↑  Cao, Caroline (ngày 7 tháng 10 năm 2021). "Dragon Ball Super: Super Hero shows off long-awaited trailer". Polygon (bằng tiếng Anh). Truy cập ngày 11 tháng 11 năm 2023.